# Спомените на един невидим човек
„Спомените на един невидим човек“ или „Спомените на невидимия“ (на английски: Memoirs of an Invisible Man) е американска романтична научнофантастична комедия от 1992 г. на режисьора Джон Карпентър, базиран на едноименния роман от Х. Ф. Сейт през 1987 г. Във филма участват Чеви Чейс, Дарил Хана, Сам Нийл, Майкъл Маккийн и Стивън Тоболовски.

## Актьорски състав
- Чеви Чейс – Ник Холоуей
- Дарил Хана – Алис Монро
- Сам Нийл – Дейвид Дженкинс
- Майкъл Маккийн – Джордж Талбът
- Стивън Тоболовски – Уорън Сингълтън
- Джим Нортън – д-р Бърнард Уош
- Пат Скипър – Морисей
- Пол Пери – Гомез
- Ричард Епкар – Тайлър
- Стивън Бар – Клилан
- Грегъри Пол Мартин – Ричард
- Патриша Хийтън – Елън
- Бари Кивъл – Пиян бизнесмен
- Доналд Ли – шофьор на такси
- Росалинд Чао – Кати ДиТрола
- Джей Гърбър – Роджър Уитман
- Шей Дъфин – Патрик, бармана
- Едмънд Л. Шаф – Едуард Шнийдърман